# Erich Köhler (Manager)
Erich Köhler (* 13. Oktober 1888 in Homburg; † 22. April 1952 in Bayreuth) war ein deutscher Unternehmer und Industriemanager.

## Leben

### Beruflicher Werdegang
Erich Köhler trat 1906 in die Bayerische Armee ein und war bis zum Ende des Ersten Weltkrieges Soldat
und Leutnant im 18. Infanterie-Regiment „Prinz Ludwig Ferdinand“. Nach einer schweren Verwundung wurde er zunächst als Adjutant bei höheren Kommandostellen und in Polen eingesetzt. Später wurde er Führer einer Maschinengewehrkompanie im Westen, wo er zuletzt Hauptmann und Adjutant in der 10. Reserve-Infanterie-Brigade war. Nach dem Krieg zog er nach Bayreuth, wo er in einer Filiale der Bayerischen Handelsbank Beschäftigung fand. November 1919 wechselte er zur Neuen Baumwollenspinnerei Bayreuth. Dabei dürfte es bemerkenswert sein, dass er 1915 eine Enkelin des ersten Direktors des Unternehmens, Carl Schüller, geheiratet hatte. Dort war er zunächst Spinnereiarbeiter und dann in sämtlichen Abteilungen der kaufmännischen Verwaltung. Von Februar 1925 bis zum Jahresende 1925 war er Vorsitzender des Aufsichtsrats. Im Dezember 1925 zum stellvertretenden Vorstandsmitglied ernannt, wurde er am 25. Oktober 1926 ordentliches Vorstandsmitglied und Direktor des Unternehmens. 1932 war er Alleinvorstand der Neuen Baumwollspinnerei Bayreuth. Während des Zweiten Weltkrieges mussten dort viele Zwangsarbeiterinnen arbeiten und deren Babys wurden in der zugehörigen Ausländerkinder-Pflegestätte mit oft tödlichem Ausgang vernachlässigt.

## Politische Aktivitäten und Ämter
Köhler, der mit Gauleiter Hans Schemm befreundet war, schloss sich zum 1. Mai 1933 der NSDAP an (Mitgliedsnummer 2.308.407). Er wurde Ratsherr der Stadt Bayreuth und war bis 1941 als Industriereferent in der Gauleitung der NSDAP tätig. Ferner wurde er Mitglied der SS (SS-Nummer 172.004), die ihn 1938 zum SS-Sturmführer ernannte, und anderer NS-Organisationen (DAF, NSV, NSKK, Reichskolonialbund). Von Juni 1933 bis Ende 1942 war er außerdem Präsident der Industrie- und Handelskammer Bayreuth, musste aber nach Kontroversen mit Gauleiter Fritz Wächtler, der ihm sogar mit Inhaftierung drohte, von diesem Amt zurücktreten. Von 1933 bis 1936 gehörte er als Vertreter Bayerns dem Verwaltungsrat der Deutschen-Reichsbahn-Gesellschaft an.

## Nachkriegszeit
Nach dem Ende des Zweiten Weltkrieges wurde Köhler von der amerikanischen Besatzungsmacht verhaftet und von Mitte Juni 1945 bis zum 23. Mai 1947 interniert. Im Entnazifizierungsverfahren wurde er von der Spruchkammer Bayreuth als Mitläufer eingestuft und zur Zahlung eines Sonderbeitrags von 5000 Reichsmark und der Kosten des Verfahrens verurteilt.
In den Jahren von 1948 bis 1950 war er mit der Wiedererrichtung des kriegszerstörten Unternehmens beschäftigt.

### Ehrungen
- 2. Dezember 1949 Ehrenpräsident der Industrie- und Handelskammer Bayreuth